# Labracoglossa argenteiventris
Labracoglossa argenteiventris és una espècie de peix pertanyent a la família dels kifòsids.

## Descripció
- Pot arribar a fer 20 cm de llargària màxima (normalment, en fa 15).[5][6][7]

## Alimentació
Menja zooplàncton.

## Hàbitat
És un peix marí, associat als esculls i de clima temperat.

## Distribució geogràfica
Es troba al Pacífic nord-occidental: des de Kyushu fins a Honshu (el Japó).

## Observacions
És inofensiu per als humans.